# Czesi w Rumunii

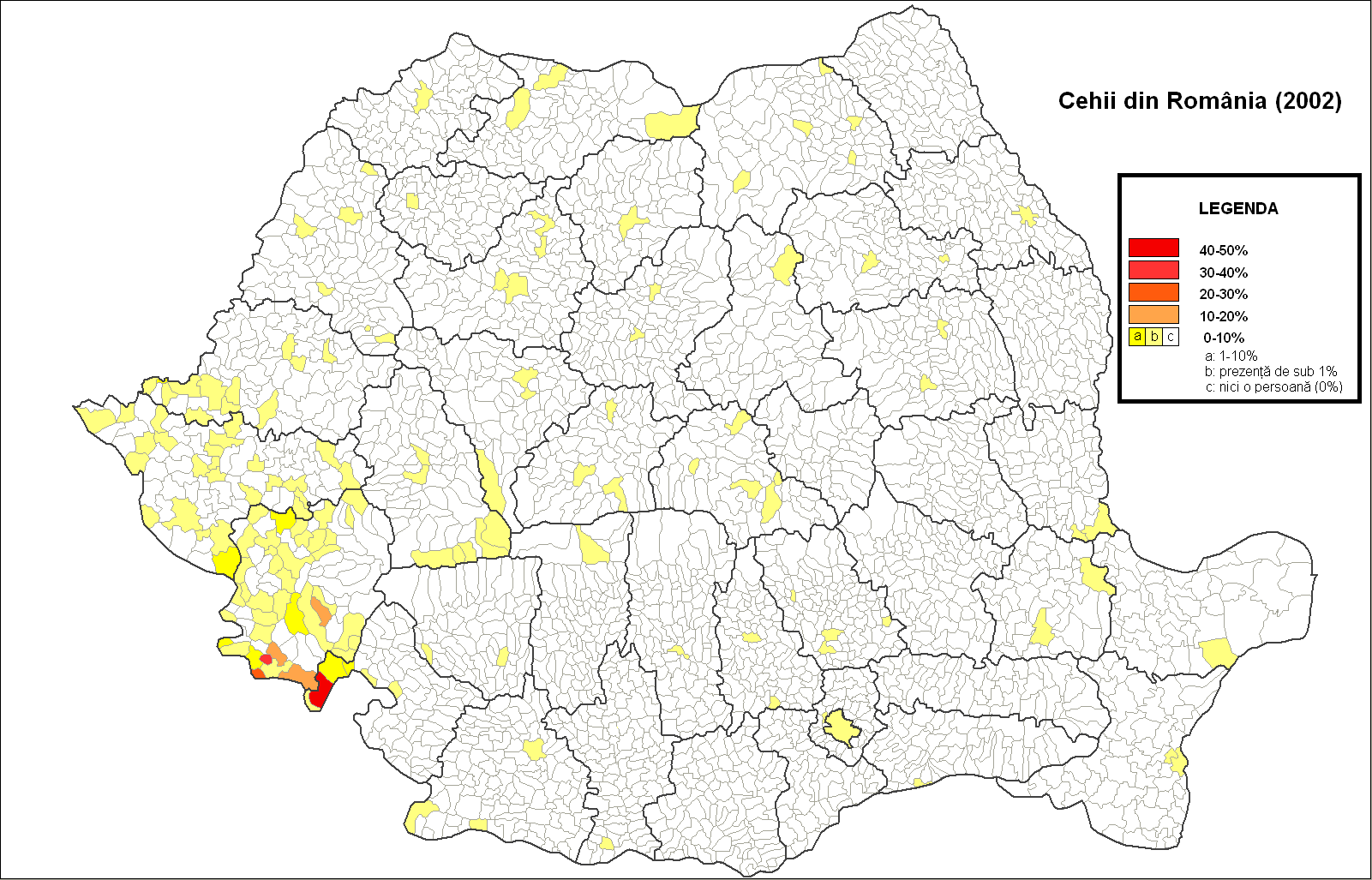
Mapa rozsiedlenia ludności czeskiej w Rumunii (2002)

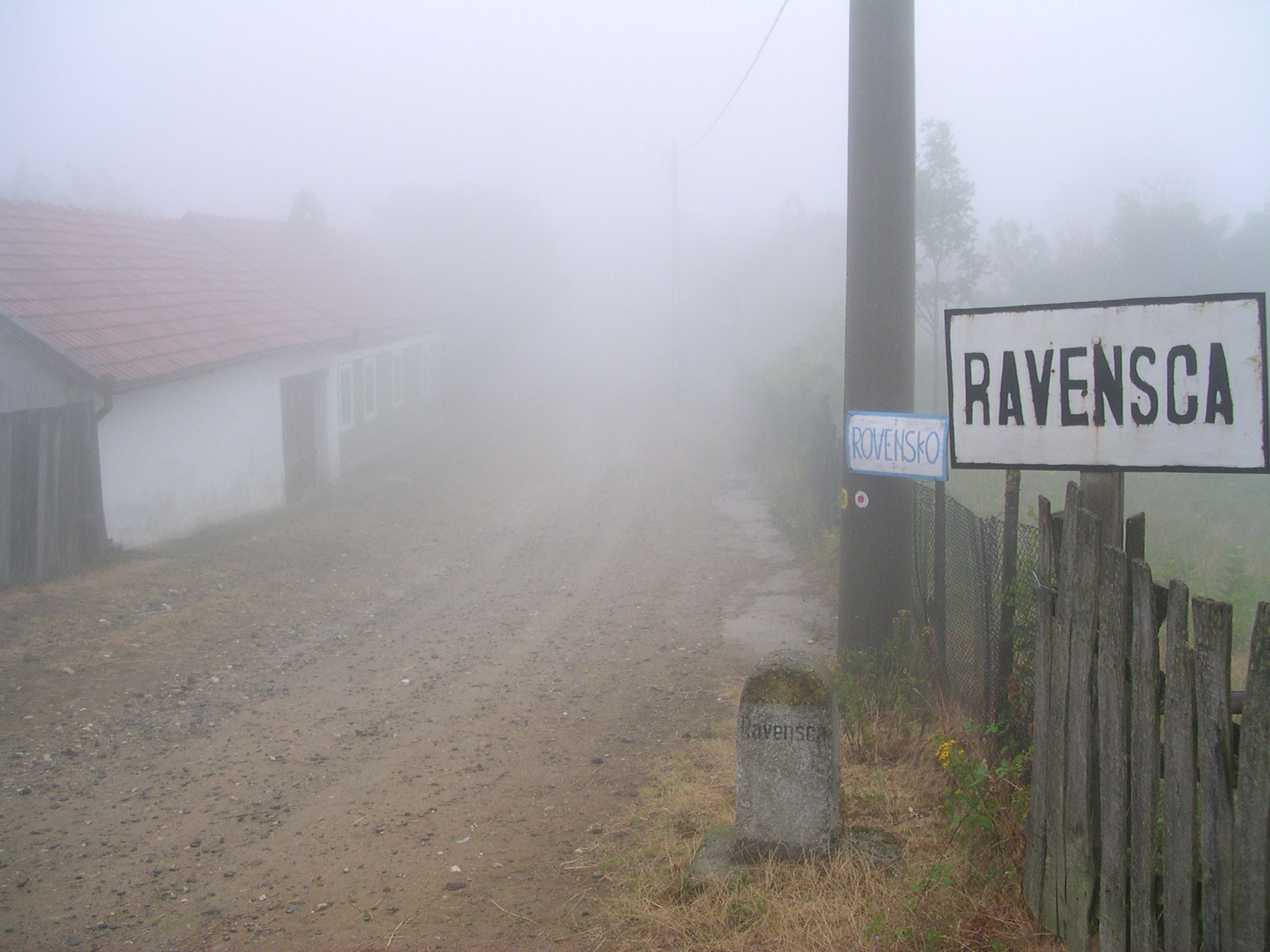
Tablica z nazwą wsi Rovensko / Ravensca

Czesi w Rumunii lub Czesi banaccy stanowią, według spisu powszechnego z 2002 roku, grupę 3938 osób. Czesi mieszkają w południowo-zachodniej części kraju, ok. 60% z nich zamieszkuje okręg Caraș-Severin, gdzie stanowią 0,7% populacji. W skali całego kraju Czechami jest 0,017% populacji.
Czesi posiadają, łącznie ze Słowakami, jedno miejsce w niższej izbie rumuńskiego parlamentu.
Czesi w Rumunii są nazwani Cehi (Czesi) lub Pemowie (czes. Pémové), druga nazwa pochodzi od niemieckiego słowa Böhm, oznaczającego mieszkańców krainy Czechy.

## Czeskie wsie
| Nazwa czeska  | Nazwa rumuńska   | Nazwa niemiecka | Nazwa węgierska | Okręg         |
| ------------- | ---------------- | --------------- | --------------- | ------------- |
| Gerník        | Gârnic           | Weitzenried     | Szőrénybuzás    | Caraș-Severin |
| Svatá Helena  | Sfânta Elena     | Sankt Helena    | Dunaszentilona  | Caraș-Severin |
| Rovensko      | Ravensca         |                 | Ravenszka       | Caraș-Severin |
| Eibentál      | Eibenthal        | Eibenthal       | Tiszafa         | Mehedinți     |
| Šumice        | Șumița           |                 | Cseherdős       | Caraș-Severin |
| Bígr          | Bigăr            | Schnellersruhe  | Bigér           | Caraș-Severin |
| Svatá Alžběta | Sfânta Elizabeta | Elisabethfeld   |                 | Caraș-Severin |

## Gminy z największym udziałem ludności czeskiej
| Gmina       | Okręg         | Udział Czechów |
| ----------- | ------------- | -------------- |
| Dubova      | Mehedinți     | 40,70%         |
| Gârnic      | Caraș-Severin | 33,46%         |
| Coronini    | Caraș-Severin | 27,36%         |
| Berzasca    | Caraș-Severin | 14,24%         |
| Șopotu Nou  | Caraș-Severin | 10,92%         |
| Lăpușnicel  | Caraș-Severin | 10,75%         |
| Socol       | Caraș-Severin | 4,60%          |
| Peregu Mare | Arad          | 3,83%          |
| Eșelnița    | Mehedinți     | 2,31%          |
| Orșova      | Mehedinți     | 1,85%          |

## Znani rumuńscy Czesi
- Ignat Bednarik – malarz
- Anton Chladek – malarz
- Julius Podlipny – malarz
- Lascăr Vorel – malarz